# Взыскание погибших
Ико́на Бо́жией Ма́тери «Взыска́ние поги́бших» — православная икона Пресвятой Богородицы. Создание образа относится к XVII веку. Название иконы возникло под влиянием повести «О покаянии Феофила, эконома церковного во граде Адане» (VII век): молясь перед образом Богоматери, Феофил именовал её «Взыскание погибших».
На Руси история Феофила была известна с XVII века. Почитание икон с таким названием началось на Руси с XVIII века, при этом, поскольку из повести «О покаянии Феофила…» неизвестна иконография образа Богородицы, перед которым молился Феофил, то почитавшиеся иконы связаны с этой историей только эпитетом Богородицы.
Наиболее известные списки иконы Божией Матери «Взыскание погибших» находятся в храме Воскресения Словущего на Успенском Вражке (Москва), храме Положения Ризы Господней в Москве, Покровском соборе (Самара), Никольском соборе (Серпухов), храме Покрова Пресвятой Богородицы (Гатчина), Покровском монастыре (Москва), Свято-Успенском монастыре (Новомосковск), Высоцком мужском монастыре (Серпухов). Иконы, пребывающие в Покровском монастыре в Москве и Свято-Успенском монастыре Новомосковска, написаны по просьбе блаженной Матроны Московской.     
Празднование иконы совершается Русской православной церковью 5 (18) февраля.
В столице Казахстана, городе Астане, на территории Константино-Еленинского собора действует женский монастырь в честь иконы Божией Матери «Взыскание погибших». Монастырский храм освящен в честь святого благоверного князя Александра Невского.